# Osmunda monticola
Osmunda monticola là một loài dương xỉ trong họ Osmundaceae. Loài này được Wall. mô tả khoa học đầu tiên..
Danh pháp khoa học của loài này chưa được làm sáng tỏ. 